# 管家修一
管家 修一（すがや しゅういち、1981年12月6日 - ）は、大阪府高石市出身の元社会人野球の選手（投手）。

## 来歴
松山聖陵高時代、3年時（1999年）春季愛媛県大会、春季四国大会で優勝投手に輝く。
福岡工業大学時代は、2年時（2001年）春季リーグ戦では4勝を挙げてリーグ制覇に貢献した。MAX147km/hのストレートを武器に4年時（2003年）秋季リーグ戦では防御率（0.00）のタイトルを獲得。リーグ戦通算33試合登板、13勝3敗。
2004年に新日本製鐵広畑へ入社し、入社1年目からチームのエースとして活躍。第75回都市対抗野球大会には三菱重工神戸の補強選手として出場。2年目には新人研修会に招集されるなどプロのスカウトも注目していた。
2007年に故障などもありシーズン終了後に引退を発表した。
2009年からは、新日鐵住金大分クラブのマネージャーとしてチームを支えている。

## プレースタイル
140km/h中盤ストレートと鋭く落ちる2種類のフォークが武器。他にカーブも投げる。